# Quai de Clichy sur la Seine
Quai de Cichy sur la Seine – ou Promenade sous la neige à Asnières – est un tableau réalisé par le peintre français Émile Bernard en 1887. De format horizontal, cette huile sur toile est un paysage urbain qui représente le quai de Clichy  à Clichy, aujourd'hui dans les Hauts-de-Seine.
Marquée par la perspective accusée qu'impose la fuite de ce quai enneigé le long de la Seine, la composition comprend deux figures apparaissant à mi-corps au premier plan, ainsi que d'autres dans le lointain, où l'artiste a conservé les installations d'une usine à gaz mais supprimé le pont de Clichy.
Legs de René et Denise Farcy en 1989, l'œuvre fait partie des collections du musée d'Orsay, à Paris. Elle se trouve en dépôt au musée départemental Maurice-Denis, à Saint-Germain-en-Laye, dans les Yvelines.
La peinture est à rapprocher de Chiffonnières de Clichy, qui représente le même environnement et qui fait partie des collections du musée des Beaux-Arts de Brest, à Brest, dans le Finistère.

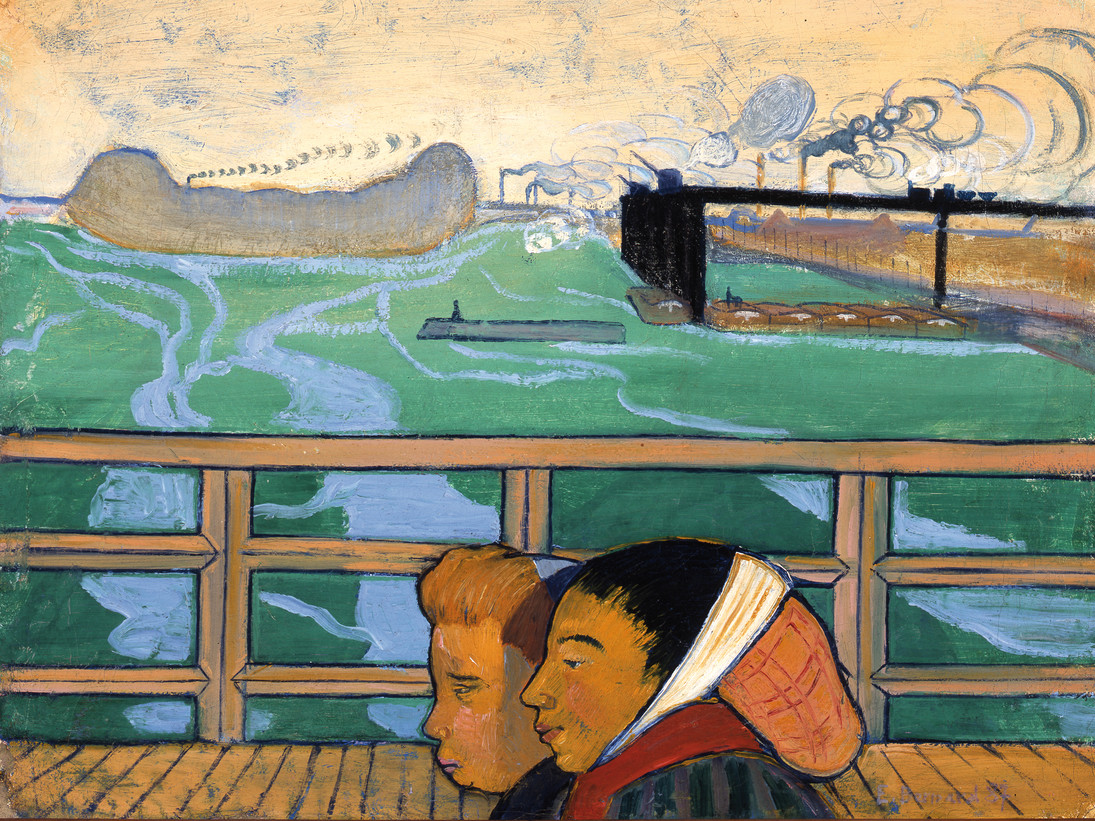
Chiffonnières de Clichy, 1887 – Musée des Beaux-Arts de Brest, Brest.